# Southern Roots: Back Home to Memphis
Albums de Jerry Lee Lewis
Sometimes a Memory Ain't Enough
(1973) I-40 Country
(1974)
Southern Roots: Back Home to Memphis est un album de Jerry Lee Lewis, enregistré sous le label Mercury Records et sorti en 1974.

## Liste des chansons
1. Meat Man (Mack Vickery (en))
2. When a Man Loves a Woman (Lewis/Wright)
3. Hold On, I'm Comin' (Isaac Hayes/David Porter)
4. Just a Little Bit (en) (Rosco Gordon)
5. Born to Be a Loser (Carpenter)
6. Haunted House (Geddins)
7. Blueberry Hill (Lewis/Rose/Stock)
8. The Revolutionary Man (Doug Sahm)
9. Big Blue Diamonds (en) (Carson)
10. That Old Bourbon Street Church (Vickery)

## Source de la traduction
- (en) Cet article est partiellement ou en totalité issu de l’article de Wikipédia en anglais intitulé « Southern Roots: Back Home to Memphis » (voir la liste des auteurs).